# カイ＝ウヴェ・フォン・ハッセル
カイ＝ウヴェ・フォン・ハッセル（独: Kai-Uwe von Hassel、1913年4月21日 – 1997年5月8日）は、ドイツ（西ドイツ）の政治家。所属政党はドイツキリスト教民主同盟（CDU）。1954年–1963年にシュレースヴィヒ＝ホルシュタイン州首相を、1963年–1966年に国防相を、1966年–1969年に追放ドイツ人・難民・戦争被災者相を、1969年–1972年にドイツ連邦議会議長を歴任した。

## 経歴

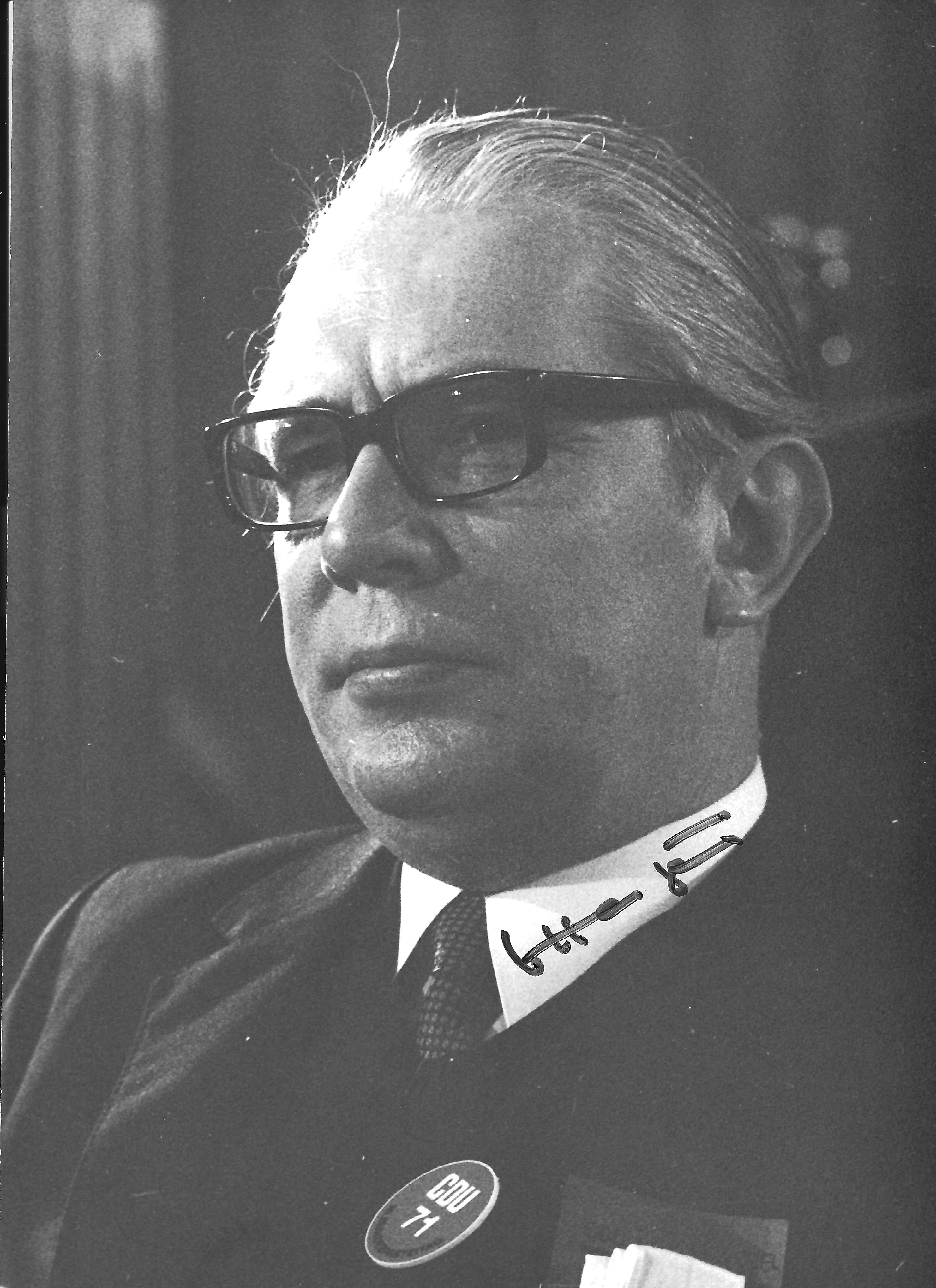
Kai-Uwe von Hassel 1971

### 初期の経歴
祖父フリードリヒは陸軍中将まで昇進し、1887年に叙爵され「フォン（von）」を名乗るようになった。父テオドールは陸軍大尉で、退役後にドイツ領東アフリカ（現在のタンザニア）でプランテーション農園主となった。カイ＝ウヴェ・フォン・ハッセルもそこで生まれている。一家は第一次世界大戦敗戦後の1919年にイギリス当局により追放され、故国ドイツのグリュックスブルクに住み着いた。
1933年にフレンスブルクの高校を卒業し、農産物取引の修業をしたのち、1935年に商人としてイギリス植民地となっていたタンガニーカに戻った。第二次世界大戦勃発直後の1939年9月から1940年2月まで敵性外国人としてダルエスサラームの収容所に収容され、ドイツへ強制送還された。帰国後兵士として従軍。1943年から1945年まで、通訳担当の少尉としてヴィルヘルム・カナリス提督の国防軍防諜部（アプヴェーア）に属した。敗戦時に捕虜となり、1945年9月に釈放された。1947年までフレンスブルク郡庁に勤務。

### シュレースヴィヒ＝ホルシュタイン州首相
1946年、ドイツキリスト教民主同盟（CDU）に入党。1947年にグリュックスブルク市議会議員に当選、1963年まで務める。同年グリュックスブルク市長に選出され、1950年4月まで務めた。翌1948年にフレンスブルク郡議会議員に当選し、1965年まで務めた。さらに1950年にシュレースヴィヒ＝ホルシュタイン州議会議員に当選、1965年まで務めた。1950年に党の州副代表に選出される。1951年8月から1954年8月まで、州内務政務次官。1953年にドイツ連邦議会に初当選。
1954年11月に連邦議会議員を辞職し、シュレースヴィヒ＝ホルシュタイン州首相に就任した。州首相を1963年まで務めたが、1955年9月から一年間連邦参議院議長を務めた。のちにドイツ連邦議会議長も務めたため、今のところハッセルは参議院議長と連邦議会議長の双方を務めた唯一の人物である。1955年から1964年まで、シュレースヴィヒ＝ホルシュタイン州のCDU州代表を務める。1956年から1969年まで、CDU副党首を務める。また1955年には州内相、1962年10月から1963年1月まで州法相を代行し首相と兼任した。

### 大臣・連邦議会議長

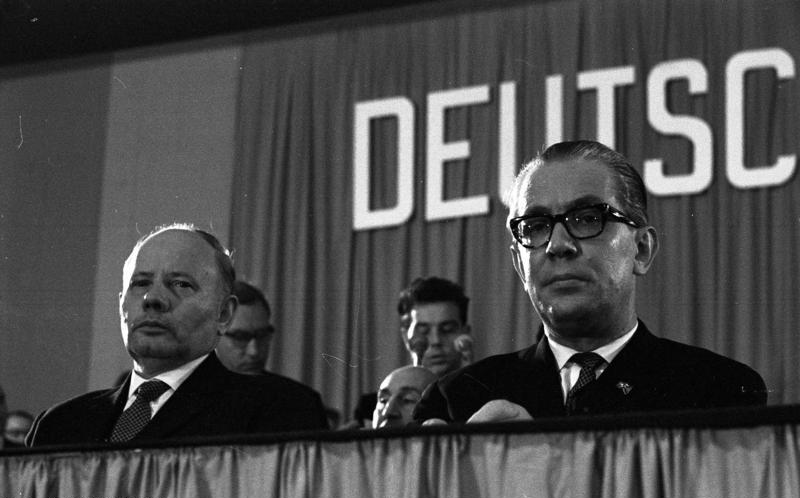
アデナウアー首相の退陣を発表すハッセル（右）らCDU執行部（1963年）

1962年、シュピーゲル事件によりフランツ・ヨーゼフ・シュトラウス国防相が辞任を余儀なくされると、1963年1月にハッセルは後任の国防相としてコンラート・アデナウアー内閣に招聘され、州首相を辞任した。続くルートヴィヒ・エアハルト内閣でも国防相に留任した。1964年より州党副代表に転じる（1975年まで）。1965年にドイツ連邦議会議員に復帰。ついでクルト・ゲオルク・キージンガー首相の大連立政権が成立すると、追放ドイツ人・難民・戦争被災者担当相に転じた。1969年2月にドイツ連邦議会議長に選出されたため、大臣職を辞した。
1969年総選挙でCDUは政権から離れたが、議会第一党の地位は守ったため、ハッセルが引き続き議長に留任した。1972年の解散・総選挙ではドイツ社会民主党（SPD）が第一党になったため、ハッセルは副議長に転じた。議長・副議長在任中にさまざまな委員会の委員長を務めたが、中でも1972年10月には西ドイツの国連加盟に伴うドイツ連邦共和国基本法第45条の改正を審議する委員会の議長を務めた。
1973年から1981年まで、欧州連合キリスト教民主同盟総裁を務める。1977年、欧州評議会で副議長を務め、1977年から1980年まで西欧同盟議長を務めた。1979年7月から1984年7月までは初めて直接選挙で選出された欧州議会で議員を務めた。一方1980年を最後にドイツ連邦議会から去り、政界を引退した。
1997年5月8日、アーヘンでローマン・ヘルツォーク大統領に対するカール大帝賞授与式に出席していた際に、心臓発作のため急死した。死の8日後、ドイツ連邦議会で追悼式典が行われた。

## 家族
最初の結婚で一男一女をもうける。1970年、息子のヨアヒム・フォン・ハッセル海軍中尉はスターファイター戦闘機の墜落事故で死亡した。娘はイタリアに在住。先妻の死後、1972年にモニカ夫人と再婚し、一男をもうけた。夫人はハッセルの名を冠した財団の総裁を務めている。
また伯従父に、日本スキーの父と呼ばれたオーストリア＝ハンガリー帝国軍人のテオドール・エードラー・フォン・レルヒがいる。

## 表彰
1956年にドイツ連邦共和国功労勲章大十字章、イタリア共和国功労勲章大十字章を受章。ハッセルにちなんだ「カイ＝ウヴェ・フォン・ハッセル賞」があり、またクロップにある第51偵察航空団「インメルマン」の兵舎にはハッセルの名が冠されている。

## 著作
- Parlament und Öffentlichkeit – ein belastetes Verhältnis?, in: Emil Hübner, Heinrich Oberreuter, Heinz Rausch; Der Bundestag von Innen gesehen, München 1969, Seiten 235-240.
- Reform im Deutschen Bundestag. Vorschläge, in: Limes, Jg. 1969, Heft 3, Seiten 9–12.
- Parlamentsreform, in: Politische Studien, Jg. 1971, Heft 198, Seiten 359–371.
- Demokratie und Demokratieverständnis, in: Evangelische Verantwortung, Jg. 1972, Heft 1, Seiten 1–6.
- Schwierige Entscheidungen, in: Rupert Schick Der Bundestagspräsident. Amt, Funktionen, Personen, 9. Auflage, Stuttgart 1987, Seiten 111–116.
- Die Qualität der Abgeordneten verbessern, in: Sonde, Jg. 1988, Heft 1, Seiten 112–117.
- Der Bundesrat zwischen Länderinteressen, gesamtstaatlicher Verantwortung und Parteipolitik, in: Vierzig Jahre Bundesrat, Baden-Baden 1989, Seiten 71–79.

## 文献
- ウヴェ・バルシェル; Im Dienst für die Freiheit. Kai-Uwe von Hassel zum 70. Geburtstag. Neumünster 1983.
- Philipp Jenninger: Unverdrossen für Europa. Festschrift für Kai-Uwe von Hassel zum 75. Geburtstag. Baden-Baden 1988.
- Mark Speich: Kai-Uwe von Hassel. Eine politische Biographie. Univ., Diss., Bonn 2001.
- Volker Koop: Kai-Uwe von Hassel. Eine politische Biographie. Köln 2007.
- ハンス・マグヌス・エンツェンスベルガー: Brief an den Bundesminister für Verteidigung, Herrn Kai–Uwe von Hassel. aus Deutschland, Deutschland unter anderem. Frankfurt am Main 1967.